# Potera

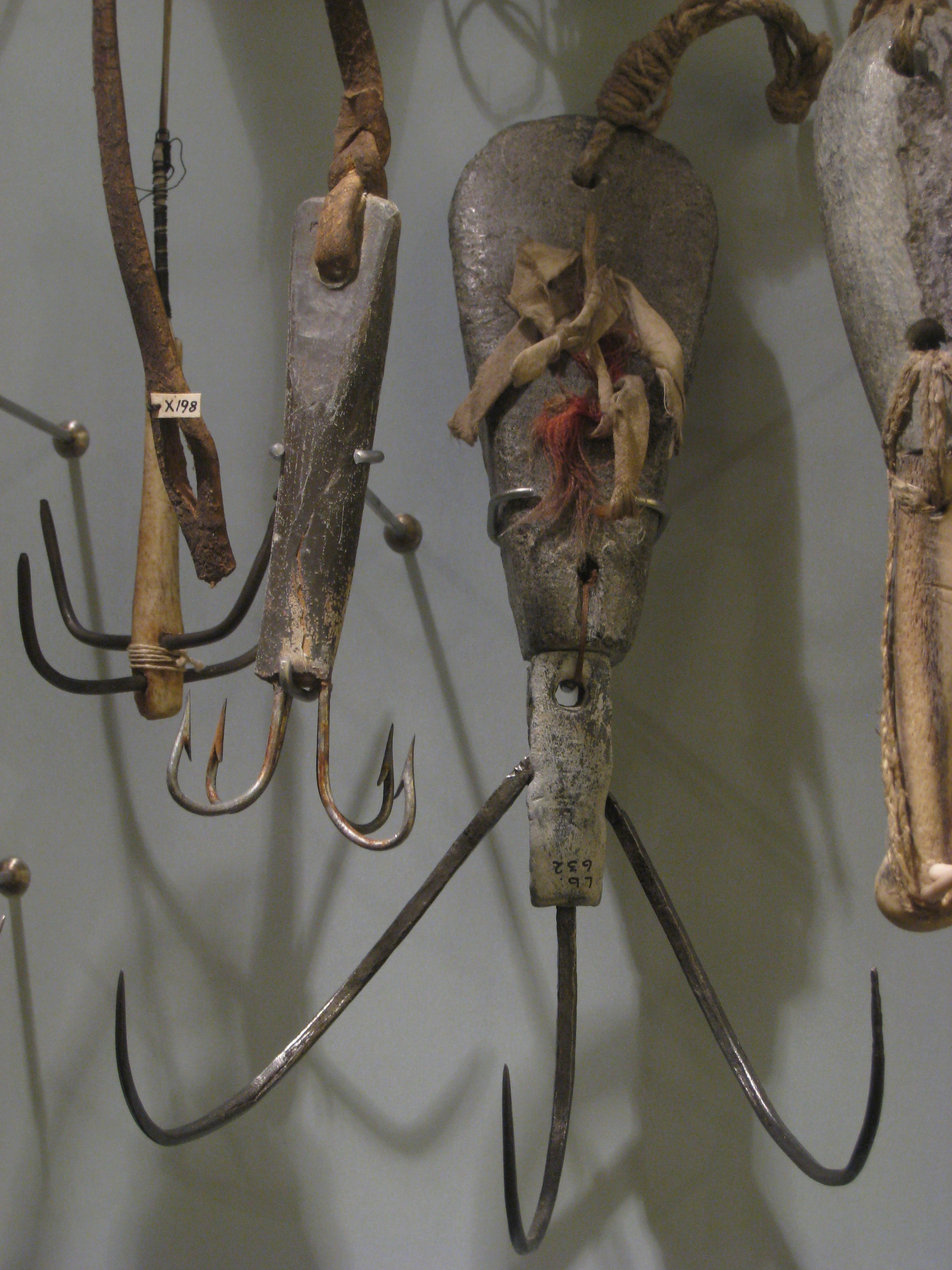
Poteras

Potera es un instrumento de pescar que se fabrican los mismos pescadores. Se conoce también con el nombre guadañeta en varios parajes. Según su tamaño sirve para la pesca de calamares o para coger jibias de gran magnitud que comúnmente se llaman potas de donde por el efecto sin duda, provino la voz potera.
Para formar semejante arte conforme el volumen que exige en las pesqueras indicadas, los pescadores cogen un pedazo de plomo y con martillo o vaciado en molde lo disponen al modo que en cierta manera imita como una mano de almirez pero debe tener el extremo superior plano y taladrado para que por el agujero pueda pasar y anudarse el cordel que ha de servir para calar al fondo, a cuyo efecto consta de cierto número de brazas.
En la base o parte inferior llenan de agujeros todo el circuito, colocando en cada uno un alfiler, al que primero se le quita la cabeza para introducirle por aquella parte hasta que quede con firmeza, a cuyo efecto aprietan alrededor el plomo y así la mayor porción del cuerpo del alfiler y su punta oblicuamente quedan hacia afuera. Hecho esto lo encorvan hacia arriba, de manera que toda la base queda rodeada de esta especie de ganchos. Otros forman este instrumento aprovechando los anzuelos sin agalla o bien se la quitan de propósito y rodeándolos a un pedazo cilíndrico de plomo los afianzan con algunas vueltas de alambre y queda como un pequeño reson con diez o doce uñas según quieren.

## Uso de la potera
Cuando los pescadores intentan emprender su pesca untan la potera de sebo mezclado con cerusa para que blanquee mucho todo el mango y situando el barco en el paraje que ya saben es más adecuado por su fondo de fango y arena, calan por medio del cordel que consta de muchas brazas, a tocar en el suelo. Sucesivamente como que ya han tanteado o por mejor decir medido la profundidad, recogen el cordel como media vara poco más o menos, según les parece y desde dicho punto que conservan asegurado con la mano izquierda, están con la derecha en continua acción con alguna celeridad, alzando y bajando, de manera que apenas la potera toque en el suelo del mar y sucesivamente se eleve no más que la media o una vara que se fijó para el efecto.
Los calamares en cuanto reparan como sucede a todo pez aunque estén a larga distancia, la vislumbre que por la continua acción del brazo del pescador causa precisamente la blancura del sebo en la inmediación del fondo del mar, confundida con cierta porción de agua que agita el mismo volumen de la potera se figuran a su modo es presa o pasto que puede convenirles y parten a ella ciegos de su apetito, por lo que inducen los efectos pues al abalanzarse a lo que creyeron pez o alimento, sucede que por precisión queden enganchados o enredados , ya sea por el cuerpo, que es lo frecuente o por algunas de sus muchas piernas. En cierto modo puede esta pesquera llamarse una especie de Cacea de fondo a imitación de la de sobre-aguas con cordel en la Costa mediante la caña y la pluma. 
Asimismo se llama potera cierto instrumento hecho de palo de carrasca liso y redondo de palmo y medio discurrido con el objeto de recuperar los palangres, artes de Bou, trasmallos o corvineras , que se suelen extraviar de resultas de un temporal y otros varios acaecimientos. Para formar esta potera, se colocan en el palo doce anzuelos de los más gruesos en distancia proporcionada afianzados con varias vueltas de hilo de cáñamo delgado bien alquitranado para que no se pudra, quedando del mismo hilo formada expresamente al extremo Ja asilla P, en la que se ata una piedra.
El interesado en el recobro del arte perdido, acude con su barco tripulado de la gente que necesita y donde poco más o menos le parece puede hallarse, arroja dicho instrumento mediante el cordel y como los anzuelos se hallan dispuestos con el orden encontrado va barriendo por el fondo cuanto encuentra y la mayoría de las veces, la recupera.